# Іссім
Іссім (фр. Issime, нім. Eischeme) — муніципалітет в Італії, у регіоні Валле-д'Аоста.
Іссім розташований на відстані близько 570 км на північний захід від Рима, 45 км на схід від Аости. Мешканці спілкуються вальзерським діалектом німецької.
Населення — 431 особа (2014).

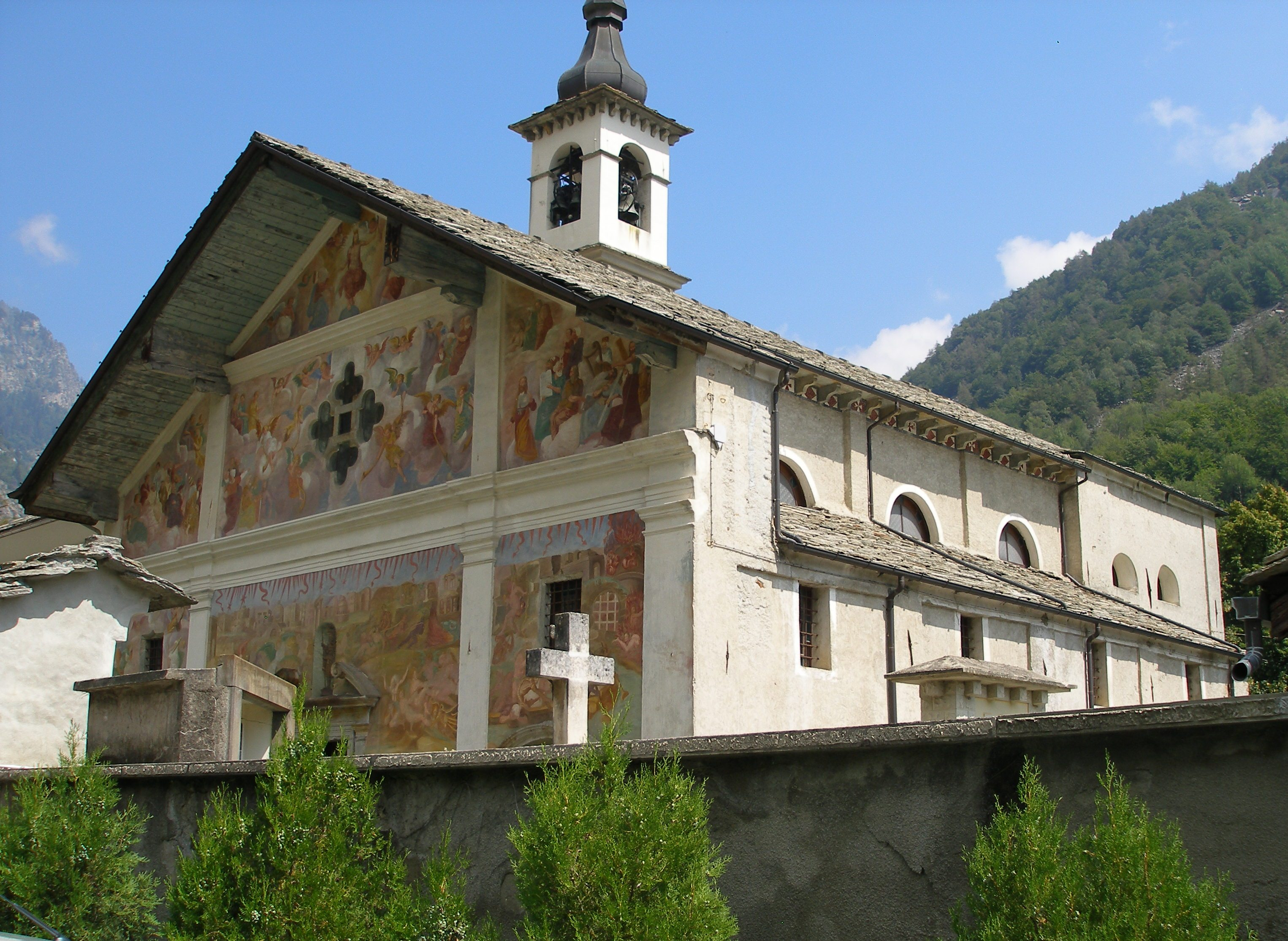

Щорічний фестиваль відбувається 25 липня. Покровитель — Яків син Зеведеїв.

## Демографія
Населення за роками:

Станом на 1 січня 2023 року в муніципалітеті офіційно проживало 20 іноземців з 8 країн, серед них 4 громадяни країн Євросоюзу.

## Сусідні муніципалітети
- Арна
- Брюссон
- Шаллан-Сент-Ансельм
- Шаллан-Сен-Віктор
- Фонтенмор
- Габі
- Лілльян
- Перло
- Сальяно-Мікка